# قطورغان
قطورغان (به لاتین: Quturğan) یک منطقه مسکونی در جمهوری آذربایجان است که در شهرستان قوسار واقع شده است. قطورغان ۷۵۷ نفر جمعیت دارد.